# Korek

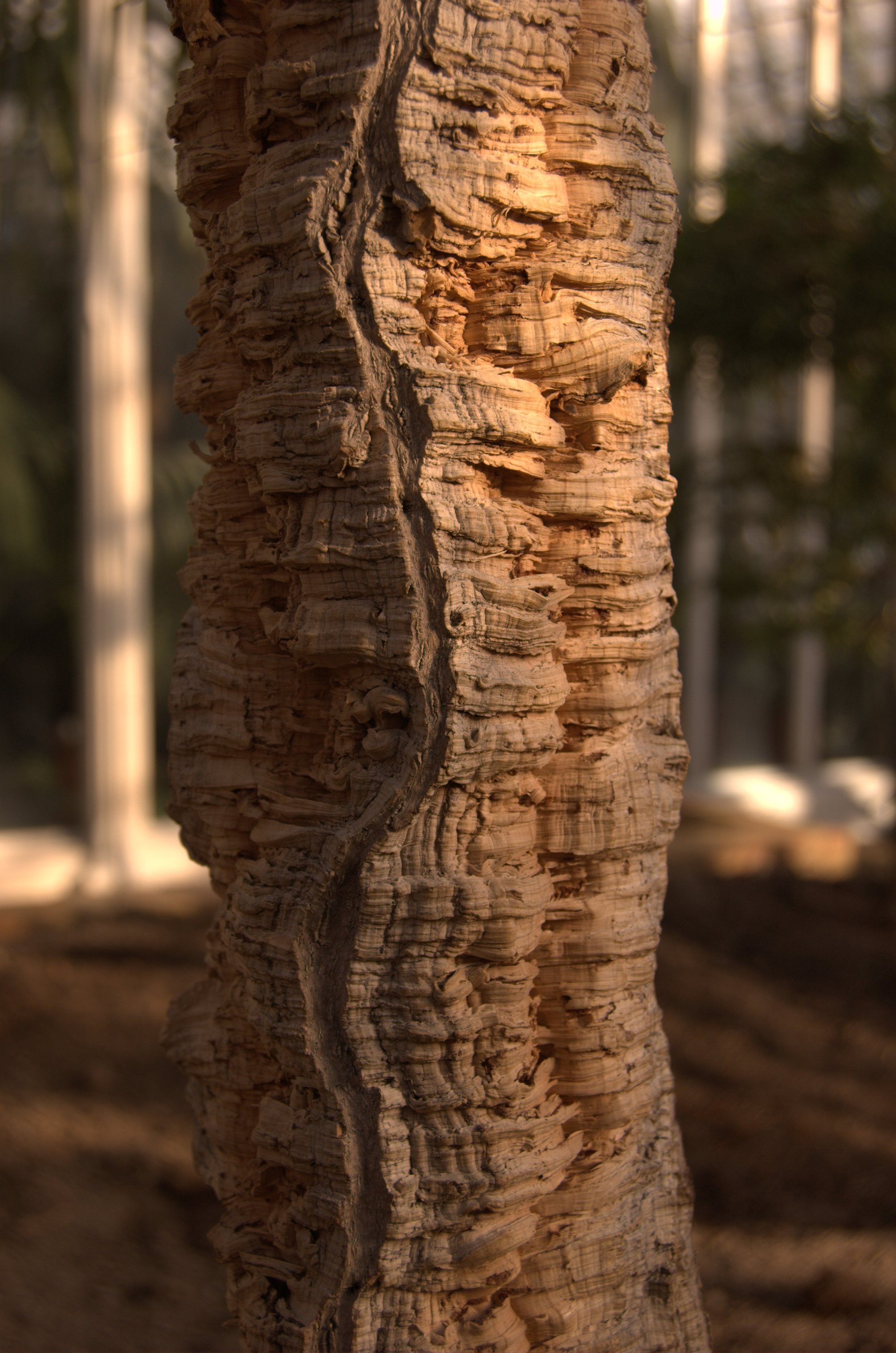
Kůra korkového dubu

Korek (felém) je vnější část borky rostlin. Je nepropustná pro vodu i pro plyny a chrání rostlinu. Korek je vytvářen vrstvou buněk zvanou felogén (korkové kambium).
Korek je také materiál získaný odřezáním kůry (borky) dubu korkového a korkovníku amurského, které však nejsou vzájemně příbuzné.

## Produkce a sklizeň korku
Korkové duby rostou převážně v oblasti Středomoří; 54 % světové produkce pochází z Portugalska, dalších 40 % pak ze Španělska, Alžírska a Maroka. Celková plocha plantáží v těchto zemích je asi 2,7 miliónů hektarů, roční produkce pak asi 340 tisíc tun.
Kůra dubů se odřezává pomocí speciálních nožů. Původní kůra stromu je nekvalitní a odstraňuje se ze stromů, když jejich kmeny mají obvod asi 30 centimetrů. Kůra poté znovu dorůstá a sklízí se po 9 až 15 letech (nejkvalitnější až 30 let), když dosáhne požadované tloušťky.

## Složení korku
- suberin – asi 45 % – přírodní polymer způsobující pružnost korku
- lignin – asi 27 %, zpevnění buněčných stěn
- polysacharidy – 12 %
- taniny – asi 6 %, způsobují barvu korku
- ceroidy – asi 5 %

## Vlastnosti a použití

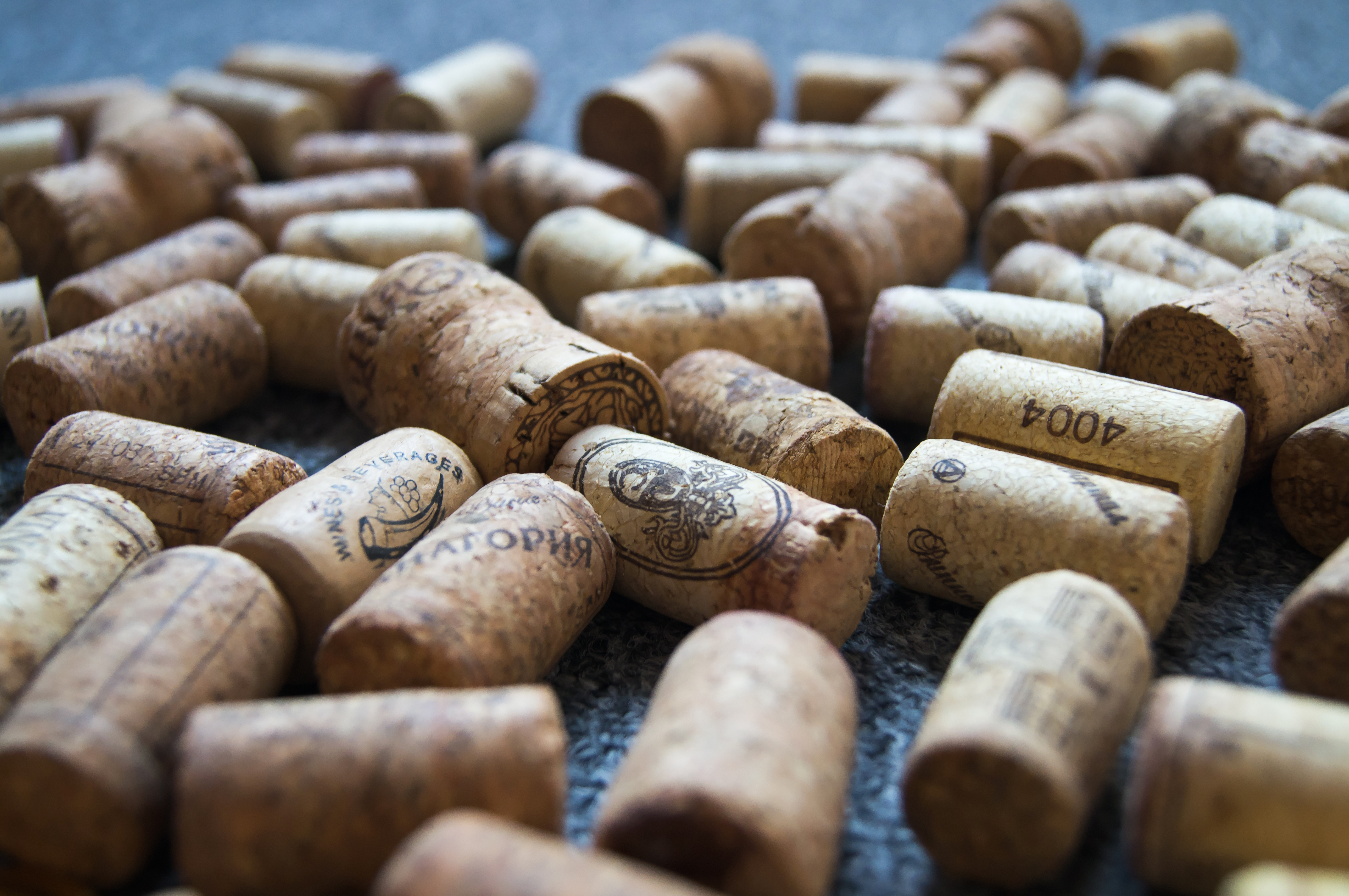
Korkové zátky

Korek má rozmanité použití díky tomu že dobře tepelně izoluje, odolává poměrně vysokým teplotám (asi do 120 °C), je pružný a lehký. Používá se na výrobu zátek (přes 80 % celosvětové produkce), podlahových krytin (korkové dlaždice), stélky obuvi aj.
Korek byl poprvé použit jako zátka u vína v roce 1530, což umožnilo nový způsob skladování vína.
Fyzikální vlastnosti:
- hustota: 480 až 520 kg/m3
- tepelná vodivost: 0,04 až 0,05 W m−1 K−1
- měrná tepelná kapacita: 2100 kJ kg−1 K−1